# Jules-Maurice Abbet
Jules-Maurice Abet, né le 12 septembre 1845 à Bex et mort le 11 juillet 1918 à Sion, est un prélat suisse, évêque de Sion de 1901 à 1918.

## Biographie
Jules-Maurice Abbet naît le 12 septembre 1845, fils de Joseph Abbet. Il suit son collège à Brigue et à Sion avant de faire ses études de théologie et droit canon à Innsbruck. Il est ordonné prêtre le 26 juillet 1870.
De 1880 à 1895, il est curé de la cathédrale de Sion,, à la suite de quoi le Conseil d'État le nomme coadjuteur d'Adrien Jardinier, et évêque titulaire de Troade (de).

### Épiscopat
Il est consacré évêque le 2 février 1896 par Joseph Paccolat, évêque titulaire de Bethléem et abbé de Saint-Maurice.
Le 26 février 1901, il succède à Adrien Jardinier en tant qu'évêque de Sion à la suite du décès de ce dernier.
Durant son épiscopat, il préside en 1905 l'approbation des Sœurs de Saint-Augustin à Saint-Maurice dans la clandestinité, la Constitution suisse interdisant la création de congrégations à cette époque. En 1912, il publie un fascicule pour décourager ses diocésains de s'affilier à la franc-maçonnerie. Il condamne les mariages mixtes entre protestants et catholiques, et refuse que les cloches des églises sonnent lors d'enterrements de protestants.
De 1912 à 1918, il préside la Conférence des évêques suisses.

## Publications
- Le triomphe de l'église catholique: l'autorité & l'infaillibilité de l'église enseignante la primauté & l'infaillibilité du pape, Société générale de libraire catholique, 1882, 395 p.